# 何志偉
何志偉（1982年5月14日—），中華民國政治人物，民主進步黨籍，現任總統府特任副秘書長，曾任立法委員、臺北市議會議員。早期為從事電台節目主持人、黨工出身。2018年，時任臺北市第二選舉區（士林區、大同區）立委姚文智請辭後，何志偉獲黨內徵召參與補選並勝出；2020年，以創新高的得票數及得票率連任；2022年7月15日，受臺北市市長候選人陳時中託付，擔任其競選辦公室副主任委員、分區總督導；2023年4月20日，黨內立委初選落敗。

## 早年生活及背景
何志偉生於美國。其祖父何金養為改制前的北投鎮民代表會主席。
其生父何明純為錦南建設公司負責人，1988年胰臟癌病逝。
其兄何利偉曾為陽信銀行人力資源處經理兼總經理特助，何利偉之妻為台北市議員鍾佩玲。
其母為民進黨前任不分區立法委員薛凌，於1995年改嫁民進黨中評會主委陳勝宏。
2010年放棄美國國籍後，何志偉徵召入中華民國陸軍，於陸軍馬祖防衛指揮部轄下服役。他對時任指揮官鄭德美中將高度讚賞。

## 臺北市議員

### 酒駕防治
拋出「累犯洗大體」的懲罰方案，讓酒駕者到殯儀館服社會勞動役、體驗生命教育，讓酒駕者了解生命無常，造成雙方的不幸，徒增社會成本。實際實作酒駕受罰民眾前往殯儀館協助清洗「大體進出室」，但不會碰觸到大體，以尊重大體為原則。

### 轉型正義
長期關心轉型正義推動與落實，自2012年開始便提出多次質詢。積極倡導台北應仿照波士頓創闢一條自由之路，這條路特色應涵蓋臺灣自己民主、人權、觀光發展、歷史的「自由之路」，而後積極奔走下與觀傳局、文化局合作誕生了台北市第一條「自由之路」

### 婚姻平權
疑似出櫃的政治人物，長期支持婚姻平權，在議會提案，提案理由為「愛不分性別」，面對多元差異應予以尊重與包容，經以民進黨籍為主的34名議員連署通過建請案。並在市長柯文哲許可下，將遵循議會的建議於2016年台北市的同志大遊行期間於北市府建築升彩虹旗，希望有助多元文化的交流。也表達尊重支持同志婚姻。

### 治安
曾舉辦「社會安全網專家座談」，邀集北北基桃的民意代表與民間機構與會，希望找出避免兒童被殺害及鄭捷事件重演的解方。於2023年1月成立立法院跨黨派「台灣社會安全網國際聯盟」，並擔任會長一職，致力於強化台灣社會安全網議題與國際之間的交流。
何志偉在市政質詢時提出，為加強維安措施，提案加買電擊槍，
以避免誤傷歹徒之疑慮，並能有效制止歹徒暴行，卻又不容易致命，嚇阻犯罪。而後在市長柯文哲的拍板下，參考接受議員建議，動用二備金400萬元，替捷運警隊購買電擊槍。

### 校園食品安全
2018年7月教育部門質詢，揭露原本用意在於校園餐點原料公開透明的台北市食材登錄平台屢有錯誤資訊，包含登錄有缺漏、資訊未確實傳達等。何志偉就管理監督責任質詢台北市政府教育局、衛生局，並要求偕同資訊局召開跨局處會議，研究簡化流程及簡便操作方式。

### 臺北世大運
為發揚傳統文化，協助推動武術納入世大運比賽項目。面對柯文哲的世大運辦不成就要切腹說，召集許多武術相關人士齊聚市議會力挺北市府，喊出「要切磋，不要切腹」，盼柯文哲辦好世大運，並頒發「武林盟主」的獎狀。

### 劉政鴻胞弟醜聞
何於2013年間曾多次召開記者會，批評苗栗縣長劉政鴻胞弟劉政池除了陽明山遭強制拆除的違建，還有10處私占國有地未曝光，更質疑劉炒地皮。劉政鴻胞弟認為何志偉爆料不實，提告求償350萬元。一審法院認定何志偉無法舉證爆料屬實，判他須賠劉50萬元及登報道歉，台灣高等法院判決何志偉應賠劉35萬元並在四報刊登道歉啟事，全案仍可上訴。2018年11月6日，國有財產署提告要求劉政池返還國有土地一案，高等法院推翻一審結果，宣判劉政池非法申購土地，需將該國有地返還政府。

### 社子島
面對社子島長期禁建問題，何志偉認為應該進行新一輪都更，讓社子島有一番新的面貌。但也重視居民的安置問題。並強調I-voting的生態社子島只是華麗詞藻，社子島居民並不是關心開發模式或容積率，最關心的是安置計畫，關心自己的財務是否可負擔將要入住的住宅，曾於質詢過程中要求柯文哲簽承諾書，提早啟動於2017年居民安置計畫。之後何志偉再次於2017年4月20日質詢要求臺北市政府不應再度執行政策環評，方能加速解決社子島禁建問題；爾後行政院環保署表示尊重地方政府意見，市長柯文哲亦已承諾將不會進行政策環評。
行政院內政部於2018年6月通過台北市政府提出之社子島都市計畫變更案，委員會以附帶三條件通過，其中包含要求台北市政府應安置計畫要逐戶列管、合理的安置。何志偉於市政總質詢中面對市長柯文哲，再次要求市府首長保障社子島居民安置權益。

### 救護車濫用問題
指出台灣公共醫療資源遭到濫用，救護車淪為計程車成常態，何志偉發現，以101年至105年4月間之統計為例，消防局救護車出勤59萬餘次，但出勤「空車而回」的次數高達17萬餘次，若以每趟出勤成本1800元計算，已消耗3億多元的醫療資源。
他認為罰則僅1800開罰率也才2%，因此需就提高罰則以及訂定更嚴格的裁罰機制著手，杜絕救護車司機成為廉價勞工。

### 八二三紀念公園
「八二三戰友協會」過去數度遊說台北市府成立八二三砲戰紀念公園，市議員厲耿桂芳及何志偉也發起連署，最後台北市公園處決定選擇北安公園，成為台北市首座八二三砲戰紀念公園，國防部也捐贈兩座炮塔。

### 地方文化資產
台北市市定古蹟「草山御賓館」，原為日治時期為了迎接日本皇太子而興建，後來作為國父孫文長子孫科的官邸，獲得文資身分已二十年，卻經多年風吹雨打無人聞問，嚴重毀損。何志偉強力質詢後，文化局已初步展開建物整修工作，並擬定審查緊急搶修計畫。預計由文化部補助修復建設經費兩億元，並由陽明山國家公園管理處負責完成修復。

### 勞權
一例一休法案於2016年通過，何志偉認為台北市府勞檢員不夠，應增加員額以防勞檢成效打折。此外，近年台北市惡性倒閉案件數量遽增，已是過去三倍之多，直接導致許多勞工受害。對此，何志偉質詢要求申辦業務電子化，讓需要辦理補助的市民減少奔波。

## 立法委員

### 中醫推廣
就任立委後，為支持中央長照進入鄰里社區，與衛福部、台北市政府衛生局、社會局，以及台北市中醫師公會、中藥商公會共同合作，在台北市大同區首創「中醫藥社區照顧關懷據點」，盼將正確的中醫養生知識推廣到里鄰社區，讓專業中醫師走入日常生活，現為台北市中醫師公會首席顧問。

### 外交推動
就任立委後，陸續在2020年、2021年1這兩年，分別邀請布魯金斯（Brookings Institute）與斯沃斯莫爾學院（Swarthmore College），以及哈佛大學費正清中國研究中心（Fairbank Center for Chinese Studies）等美國頂尖智庫與學者，就「美國大選後印太情勢下的台灣戰略」與「拜登上任一年後的中美台關係」進行跨國際、跨黨派的國際政情研討。

### COVID-19防疫機制
衛生福利部於2021年6月18日，公布民眾使用COVID-19家用快篩試劑指引，當中針對非居家隔離且非居家檢疫者陽性反應，僅要求民眾盡速至鄰近社區採檢院所，而未進行試劑測試結果追蹤。何志偉建請相關部會研議居家快篩試劑結果追蹤機制，避免民眾居家快篩為陽性卻不敢就醫，也籲衛福部建立「快篩國家隊」，讓台灣同樣能有快篩試劑的本土生產量能，以因應疫情發展。
隨著2021年6月疫情逐步趨緩，企業紛紛取消員工在家上班，員工重返職場之際，許多企業要求勞工提供檢驗證明才能上班，然疫情造成之產業衝擊已讓許多企業不堪重負，何志偉建請行政院研擬相關部會編列預算補助企業採購快篩試劑或檢驗費用，讓員工安心上工，減輕企業及勞工負擔。
隨疫情緩解國防部恢復徵招，全國到2021年底總計有超過3萬新兵入營，但國防部原未規劃入營篩檢。在何志偉呼籲並爭取下，中央疫情指揮中心9月2日公布入營前役男免費快篩辦法，自2021年9月6日起實施，篩檢日期為入營前3日（不含入營當日），要求役男至全國指定社區採檢院所進行篩檢。

### COVID-19疫情振興及紓困
2021年初春節剛過，何志偉即刻舉行記者會,呼籲行政院延長紓困條例一年，並向艱困產業繼續伸出援手，延長稅金分期緩繳的政策。後隨著本土疫情爆發，行政院於6月24日公布紓困4.0精進方案，順利化解疫情經濟困境。
為有效刺激疫情後經濟，行政院10月間發放五倍券以刺激消費，協助產業度過疫情寒冬。何志偉提出，以2000元為單位，讓振興效果變6倍，振興券金額為12000元，期待能更加振興經濟效應，隨後，高雄市政府也透過地方政策，加碼成六倍券，與何志偉政策提議互相呼應。此外，何志偉也呼籲，政府要重新思考掏錢換券的模式，可以免除行政成本，一方面對國家的行政效益有幫助，二方面也讓民眾更有感，獲得行政院採行。

### 太空發展法草案
何志偉立委與蘇巧慧立委等23名立委為了推動台灣政府與民間太空活動與產業發展，提出太空發展法草案以帶動台灣總體科技、經濟與工業之提升。

### 槍枝暴力
南投槍擊案引發全台關注，民進黨立委何志偉召開記者會指出，2022年全國槍擊案件共100件，創下6年來歷史新高，平均不到4天就會發生1起槍擊，而在社群網路上竟然隨便都可以找到槍枝及子彈。記者會上所提到的數據都只是「帳面上的數字」，還有更多的黑數隱藏在台灣社會的角落。他並向警政署提出2點訴求，第一，追本溯源，釐清槍枝彈藥的源頭，有效改善槍枝問題；第二，研議預防槍枝犯罪的策略，讓槍枝暴力悲劇不再發生。

## 爭議

### 「髒髒包」
2018年5月11日民進黨市長選舉決定自推人選，何志偉以「髒髒包」形容柯文哲，「吃完髒髒包會把自己弄髒，還好已經退流行了」，為了參加臺北市第二選舉區（大同、士林區）2019年立委補選，2018年12月14日登記參選開記者會自稱他與柯文哲是好朋友，隔日柯文哲本人回應是「好到會說我是髒髒包？反正聽聽就好！」對此，何志偉事後向柯致歉，「我很誠懇地跟市長說聲不好意思，讓你不舒服了！」。

### 招名威歧視言論
2020年5月11日，何志偉透過記者會，聲稱中原大學生物科技系副教授招名威，由於在3月13日的課堂上提到武漢肺炎相關字句，遭校方逼迫於4月11日向中國大陸學生道歉；又因為第一度道歉時提到「中華民國」，再被要求二度道歉。該指控引起輿論譁然以及教育部關切。
然而，中原大學公布之招名威教學片段及文字稿，內含許多侮辱、挑釁中國大陸學生以及種族和地域歧視之言論。公布後，招名威及何志偉隨即遭到數名公眾人物強烈抨擊，包括民進黨及國民黨籍政治人物。
檢舉者為班級中唯一中國大陸學生，他受《环球时报》採訪時指出，招名威第一次道歉時企圖將舉報歸咎於統獨意識問題。

### 陳時中砂畫
2022年10月27日，何志偉將時任同黨台北市長候選人陳時中出席活動時所獲得的人像砂畫照，遺棄在立法院的回收區，引起民進黨內部不滿。黨主席蔡英文知情後也震怒要黨團總召柯建銘好好處理此事，而何志偉第一時間對黨內說明放在地上是為了「接地氣」。結果在事件被爆出後，何志偉對媒體表示「選舉到了鬼故事特別多，且不排除提告。」

### 指控黑道入黨
2022年九合一選舉，民進黨台北市長參選人陳時中落選，何志偉在幾天後於節目宣稱陳時中不是輸給蔣萬安，而是輸給了「小圈圈」，更爆料黑道、殺人犯直接進入陳時中競選團隊的決策圈，怒轟「黑道在核心，難怪選情會核爆！」。點名黃承國等人為相關要角。。遭到點名者如洪耀福等人於臉書回擊何志偉的言論，同黨議員劉耀仁抨擊何為最有心機之人。同年12月，前民進黨台北市黨部選舉對策委員會召集人趙映光之子趙介佑因涉嫌擔任詐騙車手等罪遭到判刑，後者於前一年遭開除黨籍。於同年12月21日發聲名表示道歉外並指出當初便是經由何志偉陣營入民進黨，多年來找朋友相挺等事，如今卻成為鬥爭下的棋子，抨擊何志偉「你或家族和黑的距離多深厚，你們互相最淸楚，我言止於此。」後趙介佑更對何志偉提出民事訴訟，最終台北地方法院宣判趙介佑敗訴。。

### 認為PTT該關
2021年12月3日，何志偉評論林秉樞施暴案，認為「PTT應該關掉」，引發反彈。何志偉隨後澄清，意指「那些躲在鍵盤後傷害言論自由的蟑螂，該散了」，言論自由不該建立在透過鍵盤以諧音、暗示來傷害被害人之上。

### 被控性騷擾民眾
2023年6月5日，民進黨正處於性騷擾風暴中，有一名男子指控何志偉在8年前，任職於台北市議員時期，在社子島福安國中的公開活動後，逐一與民眾握手，卻在與男子握手時，在未經同意的情況下，在男子手臂上留下自己的電話號碼，更說出「記得來找我喔」、「我等你電話」等話，引發男子不適。後續何志偉發出道歉聲明，強調對於無心的動作造成對方困擾，自己感到很抱歉，未來與民眾互動的方式會再修正。

## 選舉紀錄
| 年度 | 選舉屆數               | 選舉區           | 所屬政黨   | 得票數  | 得票率 | 當選標記 | 備註   |
| ---- | ---------------------- | ---------------- | ---------- | ------- | ------ | -------- | ------ |
| 2010 | 第十一屆臺北市議員選舉 | 臺北市第一選舉區 | 民主進步黨 | 16,433  | 5.51%  |          | [ 77 ] |
| 2014 | 第十二屆臺北市議員選舉 | 臺北市第一選舉區 | 民主進步黨 | 26,283  | 8.60%  | [ 78 ]   |        |
| 2019 | 第九屆立法委員補選     | 臺北市第二選舉區 | 民主進步黨 | 38,591  | 47.76% | [ 79 ]   |        |
| 2020 | 第十屆立法委員選舉     | 臺北市第二選舉區 | 民主進步黨 | 123,652 | 62.87% | [ 80 ]   |        |

## 主持

### 網路節目
- Yahoo TV《志偉哈風向》

### 腳註
1. ↑  陳秀枝. . 2024-05-14  [2024-05-18]. （原始内容存档于2024-05-18）.
2. ↑  劉建邦. . 中央通訊社. 2019-01-27  [2019-01-30]. （原始内容存档于2019-05-02） （中文（臺灣））.
3. ↑  郭安家. . 自由時報. 2019-01-27  [2019-01-30]. （原始内容存档于2019-05-04） （中文（臺灣））.
4. ↑  呂晏慈. . ETtoday. 2022-07-15  [2022-07-15]. （原始内容存档于2022-07-18）.
5. ↑  . 自由時報. 2023-04-20  [2023-04-20]. （原始内容存档于2023-04-27）.
6. ↑  林文郎 陳勝宏的從政恩仇錄 （页面存档备份，存于）, 今周刊, 2004-05-20
7. ↑  薛凌娶主播媳 王金平女當伴娘 （页面存档备份，存于）, 蘋果日報, 2013-11-25
8. ↑  . 自由時報.   [2020-10-17]. （原始内容存档于2022-01-08）.
9. ↑  曾盈瑜. . 蘋果日報. 2019-01-23  [2019-01-30]. （原始内容存档于2019-10-27） （中文（臺灣））.
10. ↑  林弘展. . 馬祖資訊網. 2009-09-25 （中文（臺灣））.[永久]
11. ↑  政治中心. . NOWnews. 2009-09-26  [2016-05-15]. （原始内容存档于2016-05-30） （中文（臺灣））.
12. ↑  陳思豪. . 蘋果日報. 2016-11-11  [2017-01-27] （中文（臺灣））.
13. ↑  . 東森新聞. 2017-03-01  [2017-03-01]. （原始内容存档于2018-07-22）.
14. ↑  . 自由時報電子報. 2016-10-20  [2017-01-27]. （原始内容存档于2019-05-04）.
15. ↑  . 風傳媒. 2016-04-24  [2017-01-27]. （原始内容存档于2019-11-09） （中文（臺灣））.
16. ↑  自由時報電子報. . 自由時報電子報. 2023-01-12  [2023-01-25]. （原始内容存档于2023-01-25） （中文（臺灣））.
17. ↑  . 壹電視. 2017-02-17  [2017-02-17]. （原始内容存档于2019-05-02）.
18. ↑  . 自由電子報. 2018-07-31  [2018-09-19]. （原始内容存档于2019-05-04） （中文（臺灣））.
19. ↑  郭逸. . 自由時報電子報. 2016-06-02  [2017-01-27]. （原始内容存档于2019-05-03）.
20. ↑  新聞雲, ETtoday. . ETtoday 東森新聞雲. 2013-11-15  [2017-01-27]. （原始内容存档于2019-05-03） （中文（臺灣））.
21. ↑  爆劉政鴻弟竊佔國有地 何志偉判賠35萬登報道歉 （页面存档备份，存于）, 聯合報, 2017-11-28
22. ↑  罵劉政池竊佔國土　何志偉二審判賠35萬元 （页面存档备份，存于）, 東森新聞, 2017-11-28
23. ↑  楊國文. . 自由時報電子報. 2018-11-06  [2018-11-08]. （原始内容存档于2019-12-14）.
24. ↑  林媛玲. . 蘋果日報. 2016-04-12  [2017-01-27]. （原始内容存档于2016-12-27） （中文（臺灣））.
25. ↑  郭安家. . 自由時報電子報. 2016-05-23  [2017-01-27]. （原始内容存档于2019-05-03）.
26. ↑  郭安家. . 自由時報電子報. 2017-05-04  [2017-05-04]. （原始内容存档于2019-05-03）.
27. ↑  郭萍英. . 中央通訊社. 2018-06-26  [2018-09-19]. （原始内容存档于2018-09-19）.
28. ↑  呂佳峻. . 新頭殼newtalk. 2016-05-03  [2017-01-27]. （原始内容存档于2019-05-02） （中文（臺灣））.
29. ↑  張世杰. . 聯合影音. 2016-08-22  [2017-01-27]. （原始内容存档于2019-05-02） （中文（臺灣））.
30. ↑  蔡亞樺. . 自由電子報. 2017-10-14  [2018-09-19]. （原始内容存档于2019-05-03） （中文（臺灣））.
31. ↑  陳妍君. . 中央通訊社. 2018-04-17  [2018-09-19]. （原始内容存档于2018-09-19） （中文（臺灣））.
32. ↑  郭逸. . 自由時報電子報. 2016-12-24  [2017-01-27]. （原始内容存档于2019-05-04）.
33. ↑  邱瓊玉. . 聯合新聞網. 2018-09-13  [2018-09-19]. （原始内容存档于2019-05-03）.
34. ↑  黃志方. . 工商時報電子報. 2019-11-11  [2019-11-11]. （原始内容存档于2022-01-08）.
35. ↑  陳韻聿. . 中央社. 2020-11-10  [2020-11-10]. （原始内容存档于2021-11-17）.
36. ↑  吳書緯. . 自由時報電子報. 2021-11-16  [2021-11-16]. （原始内容存档于2021-11-17）.
37. ↑  綜合報導. . 自由時報電子報. 2021-06-23  [2021-06-23]. （原始内容存档于2021-11-18）.
38. ↑  陳婕翎、江慧珺. . 中央社. 2021-05-30  [2021-05-30]. （原始内容存档于2021-12-02）.
39. ↑  吳佳蓉. . 中央社. 2021-06-08  [2021-06-08]. （原始内容存档于2021-12-02）.
40. ↑  呂晏慈. . ETtoday東森新聞雲. 2021-08-21  [2021-08-21]. （原始内容存档于2022-01-08）.
41. ↑  林詠青. . 中央廣播電台. 2021-02-17  [2021-02-17]. （原始内容存档于2022-01-08）.
42. ↑  莊雅婷 、林縉明. . 中央廣播電台. 2021-06-24  [2021-06-24]. （原始内容存档于2022-01-08）.
43. ↑  陳威任. . 新頭殼新聞網. 2021-08-11  [2021-08-11]. （原始内容存档于2022-01-08）.
44. ↑  作者：何弘光. . Google 圖書. 2021-07-19  [2021-12-04]. （原始内容存档于2022-01-08） （中文（臺灣））.
45. 1 2  王侑聖. . 上報 (世代傳媒). 2022-07-15  [2022-07-15]. （原始内容存档于2022-07-22） （中文（臺灣））.
46. ↑  林朝億. . 《新頭殼newtalk》. 2018-12-16  [2018-05-11]. （原始内容存档于2019-05-02） （中文（臺灣））.
47. ↑  蘇芳禾. . 《自由時報》. 2018-12-16  [2018-05-12]. （原始内容存档于2019-05-04） （中文（臺灣））.
48. ↑  文｜黃揚明    攝影｜黃揚明. . 《鏡週刊》. 2018-12-16  [2018-05-11]. （原始内容存档于2019-05-06） （中文（臺灣））.
49. ↑  . 《經濟日報》. 2018-12-16  [2018-05-11]. （原始内容存档于2019-05-02） （中文（臺灣））.
50. ↑  簡子琳. . 《風傳媒》. 2018-12-16  [2018-05-11]. （原始内容存档于2019-05-02） （中文（臺灣））.
51. ↑  陳佩君. . 《新頭殼newtalk》. 2018-12-16  [2018-12-15]. （原始内容存档于2019-05-02） （中文（臺灣））.
52. ↑  黃建豪. . 《自由時報》. 2018-12-16  [2018-12-15]. （原始内容存档于2019-05-04） （中文（臺灣））.
53. ↑  楊正海. . 《聯合報》. 2018-12-16  [2018-12-15]. （原始内容存档于2019-05-03） （中文（臺灣））.
54. ↑  徐葳倫、謝政霖. . 《民視新聞》. 2018-12-16  [2018-12-15]. （原始内容存档于2018-12-16） （中文（臺灣））.
55. ↑  張立勳. . 《中國時報》. 2018-12-16  [2018-12-15]. （原始内容存档于2019-05-02） （中文（臺灣））.
56. ↑  . 自由時報. 2020-05-11  [2020-05-13]. （原始内容存档于2020-11-04）.
57. ↑  . 中廣新聞網. 2020-05-12  [2020-05-13]. （原始内容存档于2020-05-26）.
58. ↑  . 观察者网. 2020-05-12  [2020-05-13]. （原始内容存档于2020-11-04）.
59. ↑  . 即新聞. 2020-05-12  [2020-05-13]. （原始内容存档于2020-05-26）.
60. ↑  . 中時電子報. 2020-05-11  [2020-05-13]. （原始内容存档于2020-11-04）.
61. ↑  . ETtoday新闻云. 2020-05-12  [2020-05-13]. （原始内容存档于2020-11-04）.
62. ↑  . 新頭殼. 2020-05-12  [2020-05-13]. （原始内容存档于2020-11-04）.
63. ↑  . 凤凰网.   [2020-05-13]. （原始内容存档于2020-11-04）.
64. ↑  . 中时电子报. 2020-05-13  [2020-05-13]. （原始内容存档于2020-11-04）.
65. ↑  . 聯合報. 2020-05-12  [2020-05-13]. （原始内容存档于2020-10-21）.
66. ↑  . 文匯報. 2020-05-13  [2020-05-13]. （原始内容存档于2020-05-27）.
67. ↑  . 鏡周刊. 2020-05-12  [2020-05-13]. （原始内容存档于2020-05-26）.
68. ↑  蘇聖怡. . 菱傳媒RWnews. 2022-10-27  [2022-10-28]. （原始内容存档于2022-10-28）.
69. ↑  林銘翰. . 聯合新聞網. 2022-10-27  [2022-10-28]. （原始内容存档于2022-10-28）.
70. ↑  謝文哲. . 鏡傳媒. 2022-11-28  [2022-11-28]. 原始内容存档于2023-02-24.
71. ↑  .   [2024-05-09]. （原始内容存档于2024-05-09）.
72. ↑  吳紹瑜. . TVBS. 2022-11-28  [2022-12-21]. 原始内容存档于2023-02-24.
73. ↑  吳亮賢. . 聯合新聞網. 2021-12-03  [2021-12-03]. （原始内容存档于2022-04-07）.
74. ↑  簡惠茹. . 自由時報電子報. 2021-12-05  [2021-12-05]. （原始内容存档于2022-04-07）.
75. ↑  .   [2024-05-09]. （原始内容存档于2024-05-09）.
76. ↑  . 菱傳媒. 2023-06-05  [2023-06-05]. （原始内容存档于2023-06-05）.
77. ↑  . 中央選舉委員會.   [2020-10-17]. （原始内容存档于2018-10-01）.
78. ↑  . 中央選舉委員會.   [2020-10-17]. （原始内容存档于2019-02-23）.
79. ↑  . 中央選舉委員會.   [2020-10-17]. （原始内容存档于2020-09-26）.
80. ↑  . 中央選舉委員會.   [2020-10-17]. （原始内容存档于2020-05-02）.

### 文獻
- 陳家祥.北市開先例！酒駕者罰洗「大體進出室」　不會碰觸大體 （页面存档备份，存于）.ETtoday新聞雲. 2016-11-11
- 郭美瑜.北捷緩推月票　議員連署推定期票.蘋果日報.2016-12-15
- 郭逸.陽明山觀星 啟動天文專車接駁 （页面存档备份，存于）.自由時報電子報.2016-11-23
- 黃閔彥.蘇打綠挨罰照「跳」　議員相挺盼拿罰款修繕巨蛋 （页面存档备份，存于）.NOWnews今日新聞.2016-12-04
- 盧冠妃.何志偉議員提議捷運「警察配電子槍、辣椒水」　柯文哲表態支持 （页面存档备份，存于）.三立新聞網.2016-12-14
- 盧姮倩.劉政池七七行館佔國土　何志偉爆：國產署配合分割土地 （页面存档备份，存于）.ETtoday新聞雲.2013-11-15
- 【更新】劉政池竊佔國土　違反《水保法》判2年3月 （页面存档备份，存于）.蘋果日報.2015-02-13
- 盧姮倩.議員爆：這2人4年叫了1144次救護車… （页面存档备份，存于）.自由時報電子報.2016-05-03
- 鉅旻.北市旅館、餐廳無障礙設施 僅6％合格 （页面存档备份，存于）.自由時報電子報.2016-02-03
- 郭逸.高貴檜木任雨淋 議員揪新北投車站工地維護瑕疵 （页面存档备份，存于）.自由時報電子報.2016-10-14
- 梁珮綺.〈台北都會〉世大運聖火預算增至7倍 動用二備金 （页面存档备份，存于）.自由時報電子報.2016-04-15
- 小巨蛋冰上樂園漲價！ 家長入場需付30元「陪伴費」 （页面存档备份，存于）.ETtoday新聞雲.2016-04-22
- 林媛玲.北北基社會安全網 柯P允諾由副市長層級啟動 （页面存档备份，存于）.蘋果日報.2016-04-24
- 王彥喬.不讓小燈泡事件重演！柯文哲點名陳景峻統籌整合社會安全網 （页面存档备份，存于）.風傳媒.2016-04-24
- 王彥喬.麥擱「吵」了啦！北市環保局研議「噪音熱點地圖」 （页面存档备份，存于）.風傳媒.2016-05-03
- 林媛玲.台北市北投媽祖窟溫泉擬異地重建 （页面存档备份，存于）.蘋果日報.2016-05-04
- 盧姮倩.北市府擬擇龍鳳谷生態池重建媽祖窟、羅漢窟 （页面存档备份，存于）.自由時報電子報.2016-05-04
- 盧姮倩.〈台北都會〉哺乳媽入畫 推公共場所友善看待 （页面存档备份，存于）.自由時報電子報.2016-05-09
- 張立勳.還給媽媽友善環境 畫家「哺乳」寫生 （页面存档备份，存于）.中國時報.2016-05-09
- 陳思豪.柯P整頓交通 議員爆：公務車違規也增3成 （页面存档备份，存于）.蘋果日報.2016-06-02
- 盧冠妃.「公車來，罰單來」 市議員：臨停有必要性，別只開罰 （页面存档备份，存于）.三立新聞網.2016-06-02
- 顧荃.武術界挺柯文哲世大運 頒武林盟主獎牌 （页面存档备份，存于）.中央社.2016-06-02
- 何世昌.弱勢童出國圓夢 柯P來打氣 （页面存档备份，存于）.自由時報電子報.2016-07-18
- 孔祥智.弱勢童將赴日參加全球圓夢計畫 柯文哲勉勵「好好幹」 （页面存档备份，存于）.風傳媒.2016-07-18
- 盧姮倩.黃山天都峰封山還開團？旅行團員控詐騙 （页面存档备份，存于）.自由時報電子報.2016-08-02
- 張立勳.明明「冬休封山」旅行社強打廣告 登黃山變路過 大陸遊敗興歸 （页面存档备份，存于）.中國時報.2016-08-03
- YouTube上的北安公園改名 首座八二三紀念公園成立.「最專業的市政頻道」凱擘大台北數位新聞.2016-08-22
- 郭逸.〈台北都會〉台北》學童瘋抓寶 看聯醫眼科人數創新高 （页面存档备份，存于）.自由時報電子報.2016-09-03
- 陳燕珩.抓寶症候群 眼科就診人數增 （页面存档备份，存于）.中國時報.2016-09-03
- 池雅蓉、柯伶穎、黃意涵.設計之都短片超瞎議員諷天龍八部 （页面存档备份，存于）.中國時報.2016-10-21
- 王彥喬.獨家》北市府首次同意升彩虹旗！ 10/29將與國旗一起升起 （页面存档备份，存于）.風傳媒.2016-10-20
- 陳燕珩.月賣6件 北美館商品銷售慘 （页面存档备份，存于）.中國時報.2016-10-29
- 沈佩瑤.〈台北都會〉北美館商品 今年至今只賣出62件 （页面存档备份，存于）.自由時報電子報.2016-10-29
- 郭逸.世大運有中醫了！拔罐、針灸樣樣來 （页面存档备份，存于）.自由時報電子報.2016-11-01
- 沈佩瑤.議會籲北捷增安全人員及配備 柯：支持 （页面存档备份，存于）.自由時報電子報.2016-12-13
- 今夜我最鮮》北市議員何志偉　藝術家靈魂反差大 （页面存档备份，存于）.壹電視.2016-07-26
- 禮讓柯文哲？ 綠議員：柯文哲是髒髒包 （页面存档备份，存于）.自由時報.2018-05-11
- 何志偉表態參選北市立委：「我跟柯保持最美好距離」 （页面存档备份，存于）.自由時報.2018-11-28

## 外部連結
- 立法院 -何志偉委員簡介 （页面存档备份，存于）
- 何志偉的Facebook專頁
- 何志偉的Instagram帳戶（繁體中文）
- YouTube上的何志偉頻道
- YouTube上的立法委員何志偉頻道
- 志偉哈風向 - Yahoo TV （页面存档备份，存于）

| 中華民國政府職務 | 中華民國政府職務                       | 中華民國政府職務 |
| ---------------- | -------------------------------------- | ---------------- |
| 中華民國總統府   |                                        |                  |
| 前任： 黃重諺    | 中華民國總統府副秘書長 2024年5月20日－ | 現任             |